# Нухкадиев, Мурад Абдусаламович
Нухкади́ев Мура́д Абдусаламович (15 марта 1994, Уркарах, Дахадаевский район, Дагестан) — российский спортсмен, борец вольного стиля,чемпион Европы , призёр чемпионатов России, мастер спорта России международного класса, лауреат премии талантливой молодёжи 2011 год, лучший спортсмен 2015 года среди спортсменов-юниоров по олимпийским видам спорта. по национальности — даргинец.
Обладатель Кубка России 2013 года в Раменском, обладатель Кубка Рамзана Кадырова 2013 года в Грозном, бронзовый призёр чемпионата России 2014 года в Якутске, серебряный призёр кубка мира 2014 года в Лос-Анджелесе,Чемпион спартакиады России 2014 (Пенза), Чемпион Кубка Европейских Наций 2015 (Москва), Чемпион Европы 2016 (Болгария),Бронзовый призер чемпионата России 2016(Якутск) Чемпион Кубка Европы 2017(Москва), Серебряный Призер чемпионата мира среди студентов 2018 (Бразилия)

## Биография
Мурад Нухкадиев родился 15 марта 1994 года в с. Уркарах, Дахадаевского района (Дагестан, Россия).По национальности Даргинец. В 1998 году переехал в Красноярск. Заниматься вольной борьбой начал с 9 лет. В 2004—2008 играл за футбольную команду «ДОК» Красноярск. Тренируется в академии борьбы имени Дмитрия Миндиашвили в Красноярске под руководством Амурхана Битарова и Ислама Матиева.

## Успешные турниры
| Дата | Город/Страна | Название                                | Место |
| ---- | ------------ | --------------------------------------- | ----- |
| 2013 | Раменск      | Кубок России                            | 1     |
| 2013 | Грозный      | Кубок Рамзана Кадырова                  | 1     |
| 2014 | Якутск       | Чемпионат России                        | 3     |
| 2014 | Лос-Анджелес | Кубок Мира                              | 2     |
| 2014 | Красноярск   | Голден Гран-при Иван Ярыгин             | 3     |
| 2014 | Пенза        | Молодежная спартакиада                  | 1     |
| 2015 | Кемерово     | Международный турнир «Шахтерская слава» | 1     |
| 2015 | Якутск       | Международный турнир Дмитрия Коркина    | 1     |
| 2015 | Москва       | Кубок Европейских наций                 | 1     |
| 2016 | Болгария     | Чемпионат Европы до 23-х лет            | 1     |
| 2016 | Якутск       | Чемпионат России                        | 3     |
| 2016 | Румыния      | Кубок Европы                            | 2     |
| 2017 | Раменское    | Чемпионат России среди студентов        | 1     |
| 2017 | Москва       | Международный турнир "Шевалье Нусуева"  | 1     |
| 2017 | Москва       | Кубок Европейских Наций                 | 1     |
| 2018 | Бразилия     | Чемпионат Мира среди студентов          | 2     |